# Молотай Анатолій Миколайович
Анатолій Миколайович Молотай (11 листопада 1937, СРСР — 7 вересня 2022) — радянський футболіст та тренер, виступав на позиції захисника або півзахисника. Заслужений тренер УРСР. Майстер спорту СРСР

## Біографія

### Клубна кар'єра
Всю кар'єру гравця провів у місті Вінниця, де виступав за місцевий «Локомотив», за 7 років провів 151 гру в чемпіонаті і 13 ігор в кубку, забив 8 голів.

### Тренерська кар'єра
За 20 років з перервами працював в різних клубах, як тренером, так і головним наставником. Зокрема, в таких як «Буковина» (Чернівці), СКА (Київ), «Дніпро» (Черкаси), «Динамо» (Ірпінь), «Десна» та «Гірник» (Гірне). Пізніше працював на посаді інспектора в ПФЛ України.